# 尼古拉耶夫州州长
尼古拉耶夫州州长（烏克蘭語：Миколаївська обласна державна адміністрація）是尼古拉耶夫州行政部门的负责人。该职位由乌克兰总统任命。现任州长为维塔利·金。